# 伊琳娜·博科娃
伊琳娜·格奧爾基耶娃·博科娃（1952年7月12日—），出生于保加利亚首都索非亚，曾任联合国教科文组织总干事、保加利亚外交部长、保加利亚驻法国大使、保加利亚驻摩纳哥大使、保加利亚议员。2009年9月22日，她被提名为联合国教科文组织总干事，当日提名后随即成为唯一的候选人，并在10月举行的第35届联合国教科文组织大会出任第十任总干事。

## 荣誉

### 外国勋章奖章
- 秘鲁太阳大十字勋章（秘鲁，2011年[2]）
- 修交勋章光化章（韩国，2014年2月3日批准[3]）

### 荣誉学位
- 同济大学名誉博士（2013年5月16日[4])